# 아메샤 스펜타
아메샤 스펜타(Amesha Spenta)는 아베스타어 용어로 조로아스터교의 신의 부류에 대한 것이다. 문자적인 뜻은 '불사의 풍요'을 의미한다. 나중의 용어의 중기 페르시아어 버전은 아메사스판드, 조로아스터교의 '마라스판드'와 '아마흐라스판드' 등이 있다.